# Марко де Гогенлоэ-Лангенбург и Медина, 19-й герцог Мединасели
Принц Марко де Гогенлоэ-Лангенбург и Медина (исп. El príncipe Marco de Hohenlohe-Langenburg y Medina; нем. Marco Prinz zu Hohenlohe-Langenburg; 8 марта 1962, Мадрид — 19 августа 2016, Севилья) — немецкий и испанский аристократ, 19-й герцог Мединасели, гранд Испании и глава дома Мединасели (2013—2016).

## Биография
Принц Марко родился в Мадриде (Испания) 8 марта 1962 года. Старший сын принца Макса фон Гогенлоэ-Лангенбурга (1931—1994), и Анны Луизы де Медина и Фернандес де Кордовы, 13-й маркизы де Наваэрмоса и 9-й графини де Офалия (1940—2012), единственной дочери Виктории Евгении Фернандес де Кордовы, 18-й герцогини де Мединасели (1917—2013).
2 сентября 1996 года, вскоре после женитьбы, он поехал на мотоцикле по шоссе 340 и между городами Эстепона и Марбелья попал в ДТП, находился в коме, из которой вышел, но с серьезными последствиями.
Марко де Гогенлоэ-Лангенбург работал в Фонде герцогского дома Мединасели, сохраняя экономическое и культурное наследие семьи.
1 июня 1996 года в Малаге он женился на немке Сандре Шмидт-Полекс (род. 20 декабря 1968), дочери Ганса Карла Шмидта-Полекса и Карин Гоепфер. Супруги имели в браке двух детей и развелись в 2004 году. Дети:
- Принцесса Виктория Элизабет, 10-я графиня де Офалия (род. 17 марта 1997, Малага)
- Принц Александр Гонсало, 13-й маркиз де Наваэрмоса (род. 9 марта 1999, Малага)

18 августа 2013 года в возрасте 96 лет скончалась Виктория Евгения де Фернандес, 18-я герцогиня де Мединасели, бабка Марко де Гогенлоэ. Марко унаследовал титул 19-го герцога де Мединасели и главы дома Мединасели, а также стал директором Фонда герцогского дома Мединасели. В 2014 году испанский королевский двор признал Марко де Гогенлоэ-Лангенбурга герцогом Сьюдад-Реаль, Алькала-де-лос-Гасулес, Дения и Каминья, маркизом де Прьего, Айтона, Торресилья и Камараса, графа де Санта-Гадеа. Титул герцога де Тарифа получил его младший брат, принц Пабло де Гогенлоэ-Лангенбург.
19 августа 2016 года 54-летний принц Марко де Гогенлоэ-Лангенбург скончался в Севилье. Титулы герцогини де Мединсели и гранда Испании унаследовала его дочь, принцесса Виктория Елизавета, 20-я герцогиня де Мединасели.

## Стили
- Его Превосходительство Светлейший принц Дон Марко Гогенлоэ-Лангенбург и Медина (1962—2014).
- Его Превосходительство Светлейший принц Дон Марко Гогенлоэ-Лангенбург и Медина, герцог Мединасели (2014—2016).